# Fiesta Bowl 2024 (janvier)
Match précédent Match suivant
Le Fiesta Bowl 2024 (janvier) est un match de football américain de niveau universitaire joué après la saison régulière de 2023, le 1er janvier 2024 au State Farm Stadium situé à Glendale dans l'État de l'Arizona aux États-Unis. 
Il s'agit de la 53e édition du Fiesta Bowl.
Le match met en présence l'équipe des Flames de Liberty issue de la Conference USA et l'équipe des Ducks de l'Oregon issue de la Pacific-12 Conference.
Il débute vers 11 heures locales et est retransmis à la télévision par ESPN.
Sponsorisé par la société Vrbo (en), le match est officiellement dénommé le 2024 Vrbo Fiesta Bowl. 
Oregon remporte le match sur le score de 45 à 6.
Finalement, à l'issue de la saison 2023 (bowl compris), Oregon est désigné #6 au classement AP, #7 au classement Coaches tandis que Liberty est désigné #25 au classement AP sans être repris dans celui du Coaches. Le classement du CFP n'est pas republié après les bowls.

## Présentation du match
Il s'agit de la première rencontre entre les deux équipes.
| Équipes                                                                                             | Couleurs | Conférences | Entraîneurs                      | Stats. saison rég. | Classements avant le bowl | Classements avant le bowl | Classements avant le bowl |
| --------------------------------------------------------------------------------------------------- | -------- | ----------- | -------------------------------- | ------------------ | ------------------------- | ------------------------- | ------------------------- |
| Équipes                                                                                             | Couleurs | Conférences | Entraîneurs                      | Stats. saison rég. | CFP                       | AP                        | Coaches                   |
| Flames de Liberty                                                                                   |          | C-USA       | Jamey Chadwell (en) (1re saison) | 13-0               | no 23                     | no 18                     | no 20                     |
| Ducks de l'Oregon                                                                                   |          | Pac-12      | Dan Lanning (en) (2e saison)     | 11-2               | no 8                      | no 8                      | no 8                      |
| - Arbitre : Steve Marlowe (SEC) - Équipe donnée favorite par les bookmakers : Oregon par 16½ points |          |             |                                  |                    |                           |                           |                           |

### Flames de Liberty
Avec un bilan global en saison régulière de 12 victoires sans défaites (8-0 en matchs de conférence), Liberty est éligible et accepte l'invitation pour participer au Fiesta Bowl 2024.
Ils terminent 1er de la Conference USA et remportent ensuite la finale de conférence jouée contre les Aggies de New Mexico State finissant avec un bilan de 13 victoires sans défaites avant le bowl.
À l'issue de la saison 2023 (bowl non compris), ils sont désignés no 23 au classement CFP, no 18 au classement AP et no 20 au classement Coaches.
Il s'agit de leur première participation au Fiesta Bowl, et le 5e bowl de leur histoire.
| Logo     | Postes                 | Joueurs                                            | Statistiques                                                      |
| -------- | ---------------------- | -------------------------------------------------- | ----------------------------------------------------------------- |
|          | Quarterback            | Kaidon Salter                                      | 162/266 passes réussies pour 2 750 yards, 31 TDs, 5 interceptions |
| Coureur  | Quinton Cooley         | 213 courses pour 1 322 yards nets gagnés et 16 TDs |                                                                   |
| Receveur | C.J. Daniels           | 47 réceptions pour 988 yards et 10 TDs             |                                                                   |
| Effectif | Roster 2023 des Flames | Roster 2023 des Flames                             |                                                                   |

### Ducks de l'Oregon
Avec un bilan global en saison régulière de 11 victoires et 1 défaite (8-1 en matchs de conférence), Oregon est éligible et accepte l'invitation pour participer au Fiesta Bowl 2024.
Ils terminent 2e de la Pacific-12 Conference derrière #2 Washington et perdent ensuite 34 à 31 la finale de conférence jouée contre le Washington finissant avec un bilan de 11 victoires et 2 défaites (contre Washington) avant le bowl.
À l'issue de la saison 2023 (bowl non compris), ils sont désignés no 8 aux classements CFP, AP et Coache's.
Il s'agit de leur 4e participation au Fiesta Bowl :
| Saisons | Dates            | Vainqueurs | Scores  | Finalistes   | Bilan   |
| ------- | ---------------- | ---------- | ------- | ------------ | ------- |
| 2001    | 1er janvier 2002 | Oregon     | 30 - 07 | Texas        | V : 1-0 |
| 2012    | 3 janvier 2013   | Oregon     | 35 - 17 | Kansas State | V : 2-0 |
| 2020    | 1er janvier 2021 | Iowa State | 34 - 17 | Oregon       | D : 2-1 |

| Logo     | Postes                | Joueurs                                            | Statistiques                                                      |
| -------- | --------------------- | -------------------------------------------------- | ----------------------------------------------------------------- |
|          | Quarterback           | Bo Nix                                             | 336/435 passes réussies pour 4 145 yards, 40 TDs, 3 interceptions |
| Coureur  | Bucky Irvin           | 172 courses pour 1 063 yards nets gagnés et 10 TDs |                                                                   |
| Receveur | Troy Franklin         | 81 réceptions pour 1 383 yards et 14 TDs           |                                                                   |
| Effectif | Roster 2023 des Ducks | Roster 2023 des Ducks                              |                                                                   |

## Résumé du match
Début du match à 10 h 01 locales, fin à  13 h 08 locales pour une durée totale de jeu de 3 h 07 min.
Match joué en intérieur, stade fermé.
| QT            | Temps         | Drive         | Drive         | Drive         | Équipe        | Description de l'action | Score | Score |
| ------------- | ------------- | ------------- | ------------- | ------------- | ------------- | --- | ----- | ----- |
| QT            | Temps         | Jeux          | Yards         | TDP           | Équipe        | Description de l'action | LIB   | ORE   |
| 1             | 12:37         | 6             | 75            | 02:23         | LIB           | TD de 17 yards par le TE Bentley Hanshaw (passe du QB Kaidon Salter mais la tentative de conversion à 1 pt par le K Nick Brown échoue) | 6     | 0     |
| 1             | 09:06         | 8             | 60            | 03:24         | ORE           | FG de 37 yards par le K Camden Lewis                                                                                                   | 6     | 3     |
|               |               |               |               |               |               | |       |       |
| 2             | 12:53         | 7             | 82            | 03:24         | ORE           | TD de 2 yards par le WR Gary Bryant (passe du QB Bo Nix + 1 pt de conversion par le K Camden Lewis                                     | 6     | 10    |
| 2             | 07:13         | 10            | 75            | 03:59         | ORE           | TD de 2 yards par le TE Terrance Ferguson (passe du QB Bo Nix + 1 pt de conversion par le K Camden Lewis                               | 6     | 17    |
| 2             | 03:50         | 5             | 95            | 02:16         | ORE           | TD de 3 yards par le TE Kenyon Sadiq (passe du QB Bo Nix + 1 pt de conversion par le K Camden Lewis                                    | 6     | 24    |
| 2             | 00:03         | 5             | 68            | 01:09         | ORE           | TD de 17 yards par le WR Traeshon Holden (passe du QB Bo Nix + 1 pt de conversion par le K Camden Lewis                                | 6     | 31    |
|               |               |               |               |               |               | |       |       |
| 3             | 11:11         | 7             | 75            | 03:49         | ORE           | TD de 24 yards par le WR Tez Johnson (passe du QB Bo Nix + 1 pt de conversion par le K Camden Lewis                                    | 6     | 38    |
|               |               |               |               |               |               | |       |       |
| 4             | 14:13         | 13            | 82            | 07:27         | ORE           | TD à la suite d'une course de 1 yard par le RB Bucky Irving (+ 1 pt de conversion par le K Grant Meadors                               | 6     | 45    |
| Score final : | Score final : | Score final : | Score final : | Score final : | Score final : | Score final : | 6     | 45    |